# Гаизон (магистр оффиций)
Гаизон (лат. Gaiso) — западноримский политический деятель начала V века.
Его имя, по всей видимости, имеет германское происхождение. В 409 году Гаизон занимал должность комита священных щедрот на Западе. В 410 году он находился на посту магистра оффиций. Кроме того, Гаизон имел ранг комита. Упоминается в нескольких законах из Кодекса Феодосия и Кодекса Юстиниана.